# Matej Gnezda

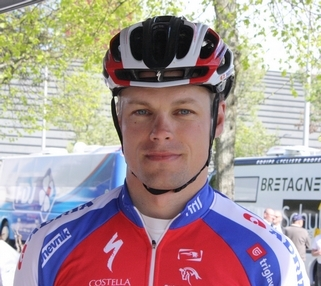
Matej Gnezda 2011

Matej Gnezda (* 12. Januar 1979 in Gabrje) ist ein ehemaliger slowenischer Radrennfahrer.
Matej Gnezda begann seine Karriere 2005 bei dem slowenischen Continental Team Radenska Rog. In seinem zweiten Jahr dort wurde er Etappendritter beim Giro del Friuli, und er belegte den dritten Rang bei der slowenischen Zeitfahrmeisterschaft. 2007 gewann er das Eintagesrennen Beograd-Banja Luka I. Beim Straßenrennen der slowenischen Meisterschaft wurde er Dritter. 2010 wurde er kroatischer Vizemeister im Straßenrennen; 2012 beendete er seine Laufbahn.

## Erfolge
2007
- Beograd-Banja Luka I

2010
- Poreč Trophy
- Grand Prix Kranj

## Teams
- 2005 Radenska Rog
- 2006 Radenska Powerbar
- 2007 Radenska Powerbar
- 2008 Radenska KD Financial Point
- 2009 Adria Mobil
- 2010 Adria Mobil
- 2011 Adria Mobil
- 2012 Adria Mobil